# Scott Joplin
Scott Joplin (24 tháng 11 năm 1868 – 1 tháng 4 năm 1917) là một nghệ sĩ dương cầm, nhà soạn nhạc người Mỹ gốc Phi. Được mệnh danh là "Ông hoàng Ragtime", ông đã soạn hơn 40 bản ragtime, 1 vở ballet ragtime và 2 vở Opera. Một trong những bản nhạc đầu tiên của ông, "Maple Leaf Rag", đã trở thành bài nhạc đầu tiên của thể loại này. Bài nhạc sau này cũng được đánh giá là những gì tinh túy nhất của ragtime cổ điển  Bản nhạc nổi tiếng nhất của ông là "The Entertainer," một bản nhạc đậm chất Texas, nơi có những cao bồi nổi tiếng thế giới, đồng thời cũng là quê hương ông.
Sinh ra trong một gia đình công nhân đường sắt yêu âm nhạc ở Texas, từ nhỏ, Joplin đã có niềm yêu thích với âm nhạc. Ông tự tìm hiểu về âm nhạc, với sự giúp đỡ của các giáo viên địa phương. Joplin lúc nào cũng tìm tòi cái hay trong những tác phẩm của các nhà soạn nhạc vĩ đại như Bach, Mozart, Beethoven,... Có lẽ vì vậy, ông nhận định ragtime là một hình thức của nhạc cổ điển. Điều đó có nghĩa là ragtime phải được chơi trong các phòng hòa nhạc. Ông khinh thường sự thật rằng thể loại này chỉ được xem như một nhánh của honky-tonk, cũng như ragtime được chơi phổ biến nhất ở các quán rượu.
Thời niên thiếu, khi còn ở Texarkana, ông đã thành lập một nhóm tứ tấu thanh nhạc, cũng như dạy đàn mandolin và guitar. Cuối những năm 1880, ông từ bỏ nghề công nhân đường sắt và chu du khắp miền Nam nước Mỹ với tư cách một nhạc sĩ lưu động. Ông đã đến Chicago để biểu diễn cho Hội chợ Thế giới năm 1893, góp phần quan trọng trong việc hình thành cơn sốt ragtime vào năm 1897.
Joplin chuyển đến Sedalia, Missouri vào năm 1894 và kiếm sống bằng nghề giáo viên piano. Tại đây, ông đã giảng dạy cho Arthur Marshall, Scott Hayden và Brun Campbell, những người sau này cũng trở thành nhà soạn nhạc ragtime. Joplin bắt đầu xuất bản nhạc vào năm 1895. Một trong những bài nhạc đầu tiên của ông, "Maple Leaf Rag", xuất bản năm 1899 đã khiến ông dần trở nên nổi tiếng. Đây là tác phẩm có sức ảnh hưởng lớn đến các nhà soạn nhạc ragtime, cũng như nhạc jazz sau này. Tác phẩm cũng tạm thời mang đến cho tác giả một nguồn thu ổn định. Năm 1901, Joplin chuyển đến St. Louis, nơi ông tiếp tục sáng tác, xuất bản nhạc và thường xuyên trình diễn cho công chúng. Năm 1903, trong một lần lưu diễn, tổng phổ bản opera đầu tiên của Scott Joplin, "A Guest of Honor" bị tịch thu cùng với đồ đạc của ông, do ông không đủ tiền thanh toán cho nhà hát. Đây được cho là một hành vi ăn cắp trắng trợn. Tổng phổ của vở opera này hiện đã hoàn toàn thất lạc.
Năm 1907, Joplin chuyển tới New York để tìm nhà sản xuất cho vở opera mới. Ông đã cố gắng để vượt qua những hạn chế của hình thức âm nhạc, thứ khiến ông nổi tiếng nhưng lại không có nhiều thành công về mặt tài chính. Tuy vậy, vở opera thứ hai của ông, "Treemonisha", vẫn không bao giờ được biểu diễn đầy đủ khi ông còn sống, thậm chí còn không được khán giả đón nhận.
Năm 1916, Joplin mắc chứng suy giảm trí nhớ, được cho là kết quả của bệnh giang mai. Ông được đưa đến Trung tâm tâm thần Manhattan vào tháng 1 năm 1917. Chưa đầy 3 tháng sau, ông qua đời ở tuổi 48. Cái chết của Joplin đánh dấu sự kết thúc của ragtime ở hình thức âm nhạc hàn lâm. Vài năm sau đó, dòng nhạc này đã phân mảnh thành nhiều thể loại nhỏ hơn, có thể kể đến như jazz, stride và swing.
Các bản nhạc của ông đã được phát hiện và phổ biến trở lại vào những năm 70 của thế kỉ trước, bắt nguồn từ một album do Joshua Rifkin tái xuất bản. Ngay sau đó, The Sting, một bộ phim sử dụng rất nhiều nhạc của Joplin, đã đoạt Giải Oscar. Bản ghi âm bài "The Entertainer" trong phim cũng được phát sóng rộng rãi. Treemonisha cuối cùng cũng được sản xuất hoàn chỉnh vào năm 1972, được công chúng ca ngợi. Năm 1976, Joplin được truy tặng giải Pulitzer vì những cống hiến của ông cho nền âm nhạc Mỹ.

## Các giải thưởng
- 1970: Joplin được ghi tên vào Đại sảnh Danh vọng cho các nhà soạn nhạc bởi Hàn lâm viện Âm nhạc Hoa Kỳ.
- 1976: Joplin được truy tặng giải Pulitzer vì những đóng góp của ông cho âm nhạc Mỹ.
- 1977: Hãng phim Motown sản xuất một bộ phim tiểu sử mang tên "Scott Joplin". Phim được phát hành bởi Universal Pictures, với diễn viên Billy Dee Williams vào vai Scott Joplin.
- 1983: Dịch vụ Bưu chính Hoa Kỳ[h] đã phát hành một con tem in hình nhà soạn. Đây là một phần thuộc bộ tem vinh danh những người Mỹ gốc Phi có đóng góp quan trọng cho lịch sử và văn hoá Hoa Kỳ.
- 1989: Joplin nhận được ghi tên trên một ngôi sao ở St. Louis Walk of Fame.[i]
- 2002: Một bộ sưu tập các buổi biểu diễn của Joplin trên piano vào những năm 1900s đã được thêm vào Thư viện Quốc hội Mỹ bởi Hội đồng Bảo quản Hồ sơ Quốc gia Hoa Kỳ.
- 2012: Một miệng núi trên Sao Thuỷ được đặt tên theo tên của Scott Joplin để vinh danh ông.[j]

#### Sách
- Blesh, Rudi (1981). "Scott Joplin: Black-American Classicist". Trong Lawrence, Vera Brodsky (biên tập). Scott Joplin Complete Piano Works. New York Public Library. ISBN 0-87104-272-X.
- Berlin, Edward A. (1994). King of Ragtime: Scott Joplin and His Era. Oxford Univ. Press. ISBN 0-19-510108-1.
- Crawford, Richard (2001). America's Musical Life: A History. W. W. Norton & Co. ISBN 0-393-04810-1.
- Curtis, Susan (1999). Christensen, Lawrence O (biên tập). Dictionary of Missouri Biography. Univ. of Missouri Press. ISBN 0-8262-1222-0. Truy cập ngày 2 tháng 10 năm 2009.
- Curtis, Susan (2004). Dancing to a Black Man's Tune: A Life of Scott Joplin. Univ. of Missouri Press. ISBN 0-8262-1547-5.
- Davis, Francis (1995). The History of the Blues:The Roots, the Music, the People. Hyperion. ISBN 0-306-81296-7.
- Gioia, Ted (1997). The History of Jazz. New York: Oxford University Press. ISBN 0-19-509081-0.[liên kết hỏng]
- Haskins, James (1978). Scott Joplin. New York: Doubleday & Company, Inc. ISBN 0-385-11155-X.[liên kết hỏng]
- Howat, Roy (1986). Debussy in Proportion: A Musical Analysis. Cambridge University Press. ISBN 0-521-31145-4. Truy cập ngày 17 tháng 4 năm 2009.
- Jasen, David A. (1978). Rags and Ragtime: A Musical History. Trebor Jay Tichenor. New York, NY: Dover Publications, Inc. tr. 88. ISBN 0-486-25922-6.
- Jasen, David A. (1981). "Discography of 78 rpm Records of Joplin Works". Trong Lawrence, Vera Brodsky (biên tập). Scott Joplin Complete Piano Works. New York Public Library. ISBN 0-87104-272-X.
- Kirk, Elise Kuhl (2001). American Opera. Univ. of Illinois Press. ISBN 0-252-02623-3.
- Lawrence, Vera Brodsky, biên tập (1971). Scott Joplin Complete Piano Works. New York Public Library. ISBN 0-87104-242-8.
- Levin, Floyd (2002). Classic Jazz: A Personal View of the Music and the Musicians. Univ. of California Press. ISBN 978-0-520-23463-5.
- MaGee, Jeffrey (1998). "Ragtime and Early Jazz". Trong David Nicholls (biên tập). The Cambridge History of American Music. New York: The Cambridge University Press. ISBN 0-521-45429-8.
- McElhone, Kevin (2004). Mechanical Music (ấn bản thứ 2). Osprey Publishing. ISBN 0-7478-0578-4. Truy cập ngày 16 tháng 4 năm 2009.[liên kết hỏng]
- Morath, Max (2005). Kirchner, Bill (biên tập). The Oxford Companion to Jazz. Oxford Univ. Press. ISBN 0-19-518359-2.
- Palmer, Tony (1976). All You Need Is Love /The Story Of Popular Music. Book Club Associates. ISBN 978-0-670-11448-1.
- Philip, Robert (1998). Rowland, David (biên tập). The Cambridge Companion to the Piano . Cambridge University Press. ISBN 0-521-47986-X. Truy cập ngày 17 tháng 4 năm 2009.
- Scott, William B.; Rutkoff, Peter M (2001). New York Modern: The Arts and the City. Johns Hopkins Univ. Press. ISBN 0-8018-6793-2.
- Ping-Robbins, Nancy R. (1998). Scott Joplin: a guide to research. tr. 289. ISBN 0-8240-8399-7. Truy cập ngày 20 tháng 3 năm 2009.
- Siepmann, Jeremy (1998). The Piano: The Complete Illustrated Guide to the World's Most Popular Musical Instrument. Hal Leonard Corporation. ISBN 0-7935-9976-8.
- Ryerson, Bill; Joplin, Scott (1973). Best of Scott Joplin: a Collection of Original Ragtime Piano Compositions. C. Hansen Music and Books. ISBN 0-8494-0581-5.
- Waldo, Terry (1976). This Is Ragtime. New York: Hawthorn Books, Inc. ISBN 0-8015-7618-0.[liên kết hỏng]
- Waterman, Guy (1985a). "Ragtime". Trong J.E. Hasse (biên tập). Ragtime: Its History, Composers, and Music. New York: Shirmer Books. ISBN 0-02-871650-7.[liên kết hỏng]
- Waterman, Guy (1985b). "Joplin's Late Rags: An Analysis". Trong J.E. Hasse (biên tập). Ragtime: Its History, Composers, and Music. New York: Shirmer Books. ISBN 0-02-871650-7.[liên kết hỏng]
- Whitomb, Ian (1986). After the Ball. Hal Leonard Corp. ISBN 0-87910-063-X.
- Williams, Martin (1959). The Art of Jazz: Ragtime to Bebop. New York: Oxford University Press. ISBN 0-306-80134-5.[liên kết hỏng]
- Williams, Martin, biên tập (1987). The Smithsonian Collection of Classic Jazz. Smithsonian Institution Press. ISBN 0-393-99342-6.

#### Trang web
- Berlin, Edward A. (2012). "Scott Joplin: Brief Biographical Sketch". Edward A. Berlin. Bản gốc lưu trữ ngày 20 tháng 1 năm 2013. Truy cập ngày 3 tháng 4 năm 2012.
- Berlin, Edward A. (1998). "A Biography of Scott Joplin". The Scott Joplin International Ragtime Foundation. Bản gốc lưu trữ ngày 24 tháng 2 năm 2007. Truy cập ngày 14 tháng 11 năm 2009.
- Edwards, "Perfessor" Bill (2008). "Rags & Pieces by Scott Joplin, 1895–1905". Bản gốc lưu trữ ngày 6 tháng 6 năm 2009. Truy cập ngày 14 tháng 11 năm 2009.
- Edwards, "Perfessor" Bill (2010). ""Perfessor" Bill's guide to notable Ragtime Era Composers". Bản gốc lưu trữ ngày 27 tháng 9 năm 2011. Truy cập ngày 28 tháng 7 năm 2011. {{Chú thích web}}: Đã bỏ qua tham số không rõ |= (trợ giúp)
- ESPER. "Black Heritage Stamp issues". Ebony Society of Philatelic Reflections, Inc. Truy cập ngày 17 tháng 8 năm 2011.
- IMDB.com. "Listing for Scott Joplin (TV 1977)". IMDB.com, Inc. Truy cập ngày 16 tháng 8 năm 2011.
- RedHotJazz. "Wilbur Sweatman and His Band". Bản gốc lưu trữ ngày 21 tháng 6 năm 2013. Truy cập ngày 25 tháng 7 năm 2011. {{Chú thích web}}: Đã bỏ qua tham số không rõ |= (trợ giúp)
- St. Louis Walk of Fame. "Inductees to the St. Louis Walk of Fame". St. Louis Walk of Fame. Bản gốc lưu trữ ngày 31 tháng 10 năm 2012. Truy cập ngày 17 tháng 8 năm 2011.

#### Tạp chí
- Albrecht, Theodore (1979). Julius Weiss: Scott Joplin's First Piano Teacher. Quyển 19. Case Western Univ. College Music Symposium. tr. 89–105.
- Billboard Magazine (1974a). "Best Selling Classical LPs". Billboard magazine. số ngày 28 tháng 9 năm 1974. Nielsen Business Media, Inc. tr. 61. Truy cập ngày 29 tháng 7 năm 2011.
- Billboard Magazine (1974b). "Hot 100". Billboard Magazine. số ngày 18 tháng 5 năm 1974. Nielsen Business Media, Inc. tr. 64. Truy cập ngày 5 tháng 8 năm 2011.
- Rich, Alan (1979). "Music". New York Magazine. số ngày 24 tháng 12 năm 1979. New York Media LLC. tr. 81. Truy cập ngày 5 tháng 8 năm 2011.

### Ghi âm và bản nhạc
- Free recordings of Joplin's music in Mp3 format by various pianists at PianoSociety.com
- www.kreusch-sheet-music.net – Free Scores by Joplin
- Sheet Music and Covers (includes cover art, comprehensive sheet music selection, and biography)
- Kunst der Fuge: Scott Joplin – MIDI files (live and piano-rolls recordings)
- John Roache's site Lưu trữ ngày 2 tháng 6 năm 2007 tại Wayback Machine has MIDI performances of ragtime music by Joplin and others